# Berberis virescens
Berberis virescens är en berberisväxtart som beskrevs av Joseph Dalton Hooker. Berberis virescens ingår i släktet berberisar, och familjen berberisväxter. Inga underarter finns listade i Catalogue of Life.